# Dân chủ trực tiếp
Dân chủ trực tiếp, hay còn gọi là dân chủ thuần túy (pure democracy)  là một hình thức nhà nước dân chủ trong đó các công dân của một quốc gia trực tiếp bỏ phiếu thông qua luật pháp của quốc gia đó thay vì bầu ra các đại diện để chấp thuận các luật đó. Dân chủ trực tiếp hiện đại đặc trưng bởi ba trụ cột chính là:
- Quyền đề xướng luật lệ
- Trưng cầu dân ý bao gồm cả trưng cầu dân ý bắt buộc cho phép nhân dân bỏ phiếu phủ quyết sự ban hành pháp luật
- Bãi nhiệm bằng cách gửi kiến nghị hoặc trưng cầu dân ý cho phép nhân dân có quyền bãi nhiệm những người đã được bầu ra

## Lịch sử
Lịch sử dân chủ La Mã cổ đại bắt đầu khoảng năm 449 TCN cũng có liên quan. Trong nền Cộng hòa La Mã cổ đại, việc làm luật của công dân (citizen lawmaking)"— sự phát biểu và thông qua luật của công dân; cũng như quyền phủ quyết của công dân về luật do lập pháp đưa ra— bắt đầu vào khoảng năm 449 TCN và kéo dài khoảng 400 năm đến khi Julius Caesar chết năm 44 TCN. Nhiều sử gia đánh dấu sự kết thúc của nền cộng hòa đó vào thời điểm thông qua luật có tên Lex Titia vào ngày 27 tháng 11 năm 43 TCN (Cary, 1967).
Tuy nhiên, từ thời dân chủ Athen, hình thức chính quyền này hiếm khi được dùng (chỉ một số chính phủ thi hành một phần chứ không như thời Athen cổ). Các nền dân chủ đầu phiếu hiện đại nhìn chung chỉ dựa trên các đại diện dân chủ được nhân dân bầu ra và thường được gọi là dân chủ đại diện.
Lập pháp công dân trong kỷ nguyên hiện đại bắt đầu ở các thành thị của Thụy Sĩ vào thế kỷ thứ 13. Năm 1847, người Thụy Sĩ thêm "đạo luật trưng cầu dân ý" vào hiến pháp của họ. Họ sớm phát hiện ra rằng chỉ có quyền phủ quyết các luật của Nghị viện thôi chưa đủ. Năm 1890, khi các điểu khoản cho việc làm luật của người dân nước Thụy Sĩ đang được tranh luận trong xã hội dân sự và nhà nước, người Thụy Sĩ đã dùng lại ý tưởng về việc đa số kép từ Quốc hội Mỹ, nơi mà các phiếu bầu ở Hạ viện đại diện cho nhân dân và phiếu bầu ở Thượng viện đại diện cho tiểu bang (Kobach, 1993). Năm 1891, họ thêm vào "Quyền đề xướng luật lệ và sửa đổi trong hiến pháp". Các cuộc tranh luận chính trị gay gắt của Thụy Sĩ từ năm 1891 đã cho thế giới một nền tảng kinh nghiệm có giá trị trong quyền đề xướng luật lệ và sửa đổi trong hiến pháp (Kobach, 1993).
Ở Thụy Sĩ, đa số đơn (single majorities) có thẩm quyền ở cấp thành thành thị và tiểu bang (canton và bán canton), nhưng ở cấp trung ương, đa số kép (double majorities) phải có trong những vấn đề có liên quan tới hiến pháp. Mục đích của đa số kép chỉ để bảo đảm cho tính hợp pháp của các luật do nhân dân lập ra. Trước hết, đa số kép là sự tán thành bởi đa số phiếu và tiếp theo là đa số ở cấp tiểu bang nơi đa số phiếu đó đồng ý với cách thức bỏ phiếu. Một luật do công dân đề xướng không thể nào được thông qua ở Thụy Sĩ ở cấp trung ương nều một nhóm đa số người dân tán thành nhưng đa số của các tiểu bang không tán thành (Kobach, 1993). Để trưng cầu dân ý hay đề xướng trong những điều khoản chung thì đa số phiếu bầu là đã đủ (Hiến pháp Thụy Sĩ, 2005).
Thụy Sĩ là một ví dụ điển hình nhất của một nền dân chủ trực tiếp, vì nó biểu thị hai trụ cột đó ở cả hai cấp địa phương lẫn trung ương. Trong suốt 120 năm qua, có hơn 240 lần quyền đề xướng luật lệ được đưa ra trưng cầu dân ý. Nhân dân chỉ chấp nhận khoảng 10% số đề xướng đó. Ngoài ra, họ thường chọn những đề xướng được chính phủ đề ra. Theo những người ủng hộ, việc giàu tính hợp pháp "(legitimacy-rich)" tiếp cận với việc làm luật của người dân đã và đang rất thành công. Kobach tuyên bố rằng Thụy Sĩ đã thành công kép cả về xã hội lẫn kinh tế mà chỉ một số ít quốc gia khác đạt được, và Mỹ không nằm trong số đó.
Một ví dụ đặc biệt khác là Mỹ, dù là một quốc gia cộng hòa liên bang nhưng không tồn tại dân chủ trực tiếp ở mức liên bang. Có hơn một nửa số tiểu bang của Mỹ (và nhiều địa phương) có các cuộc bỏ phiếu đề xướng luật lệ do người dân bảo trợ và đa số các tiểu bang có ít nhất một hay cả hai trụ cột đầu của dân chủ trực tiếp. Dân chủ trực tiếp bị những người lập bản Hiến pháp Mỹ và một vài người ký vào bản Tuyên ngôn độc lập Hoa Kỳ phản đối mạnh mẽ. Họ nhận thấy sự nguy hiểm trong việc nhóm đa số sẽ áp đặt nguyện vọng của họ lên nhóm thiểu số. Kết quả là, họ tán thành một nền dân chủ đại nghị với hình thức một nền cộng hòa lập hiến trên nền dân chủ trực tiếp. Điển hình như James Madison trong Federalist No. 10 (Chủ trương chế độ liên bang số 10) cho rằng nền cộng hòa lập hiến trên dân chủ trực tiếp chính xác là để bảo vệ từng cá nhân khỏi các nhóm đa số áp đặt nguyện vọng của họ.
Nhiều phong trào chính trị tìm cách khôi phục một số phương pháp của dân chủ trực tiếp và một thể chế dân chủ thảo luận (dựa trên sự đồng lòng trong việc ra quyết định hơn chỉ là nguyên tắc đa số). Những phong trào như vậy chủ trương có nhiều lần bỏ phiếu và trưng cầu dân ý phổ thông hơn trong các quyết sách và ít hơn điều gọi là "chính trị gia cầm quyền". Nhìn chung, những phong trào này được cho là chủ trương dân chủ thường dân hay dân chủ nhất trí để phân biệt nó với mô hình dân chủ trực tiếp giản đơn. Phong trào chủ nghĩa vô chính phủ đã và đang bảo vệ cho hình thức dân chủ trực tiếp như một sự thay thế cho quốc gia trung ương tập quyền và chủ nghĩa tư bản. Một phong trào dân chủ khác có liên quan đến loại dân chủ này là chính trị cộng đồng, tìm kiếm sự cam kết trực tiếp giữa các đại diện dân chủ và các cộng đồng với nhau. Ngoài ra còn có những phong trào khác như Abahlali baseMjondolo - Phong trào của những cư dân sống trong lều ở Nam Phi, Zapatista Army of National Liberation - Phong trào của người dân bản xứ México, MST - Phong trào của những người không có đất ở Brasil. Trong năm 2003, những cử tri có đăng ký ở Mỹ bắt đầu bỏ phiếu thông qua Quyền đề xướng luật Quốc gia cho Dân chủ (National Initiative for Democracy) do cựu Thượng Nghị sĩ Mỹ Mike Gravel chỉ đạo, tại trang web http://Vote.org.
Internet và các công nghệ thông tin khác cũng có liên quan đến dân chủ trực tiếp được gọi là dân chủ điện tử '(e-democracy). Hay chính xác hơn, khái niệm quản trị nguồn mở áp dụng nguyên tắc của phong trào phần mềm miễn phí cho việc quản trị của con người, cho phép toàn bộ quần chúng nhân dân tham gia vào chính quyền một cách trực tiếp theo ước muốn của họ. Sự phát triển này vi phạm khái niệm truyền thống của dân chủ, bởi vì nó không cho phép mọi người có sự đại diện như nhau. Chế độ nhân tài có thể là sự bổ sung thích hợp một cách dân chủ. Ở đó, những người ban hành luật được trao quyền dựa trên thứ bậc của họ do những người khác.

## Quan điểm

### Ủng hộ dân chủ trực tiếp
Các ý kiến ủng hộ dân chủ trực tiếp có khuynh hướng chú trọng đến những sai lầm trong nhận thức trong một nền dân chủ khác, đó là dân chủ đại diện hay dân chủ đại nghị:
- Không đại diện. Những người được bầu ra trong nền dân chủ đại nghị thường có khuynh hướng không đại diện theo tỉ lệ dân số trong khu vực bầu cử của họ. Họ dường như giàu có, có học thức hơn và họ cũng có tỉ lệ nam cũng như có số thành viên của nhóm sắc tộc đa số, nhóm dân tộc thiểu số, và tôn giáo cao hơn. Họ cũng có xu hướng tập trung vào một số ngành nào đó, như luật sư chẳng hạn. Các cuộc bầu cử ở các khu vực bầu cử có thể giảm, nhưng không triệt tiêu, được những khuynh hướng đó. Nền dân chủ trực tiếp vốn đã mang tính đại diện vì có phổ thông đầu phiếu, nơi mà ai cũng đi bầu được. Các nhà chỉ trích lại cho rằng dân chủ trực tiếp có thể không mang tính đại diện nếu không phải tất cả cử tri tham gia ở các cuộc bầu cử, và điều này dẫn đến kết quả là các nhóm khác nhau bị phân chia không đồng đều. Ở các cấp học cao hơn, đặc biệt là luật, dường như có nhiều lợi thế, trong khi đó lại bất lợi cho nhóm lập pháp.
- Tham nhũng. Việc tập trung quyền lực cho chính phủ đại diện bị một số người cho rằng có khuynh hướng tạo ra tham nhũng. Ở nền dân chủ trực tiếp, khả năng bị tham nhũng được giảm thiểu.
- Các đảng chính trị. Việc thành lập các đảng chính trị bị một số người cho là một việc bất đắc dĩ (necessary evil) của dân chủ đại nghị, nơi các thủ đoạn thỏa hiệp thường dùng để các ứng viên được trúng cử.

Trong khi đó, ở nền dân chủ trực tiếp, các đảng chính trị không thực sự có hiệu lực, bởi vì người dân không cần phải tuân thủ các quan điểm chung.
- Chính phủ chuyển tiếp. Sự thay đổi từ một đảng chính trị cầm quyền này sang một đảng chính trị khác, hay ở phạm vi nhỏ hơn là từ một đại diện này sang một đại diện khác, có thể gây ra tình trạng đổ vỡ chính quyền và thay đổi luật pháp. Ví dụ, bà ngoại trưởng Mỹ Condoleezza Rice đã trích dẫn rằng sự chuyển tiếp từ chính quyền tổng thống Bill Clinton sang chính quyền tổng thống George W. Bush là nguyên nhân chính dẫn đến việc Mỹ không nhăn chặn được vụ khủng bố 11 tháng 9, diễn ra sau sự chuyển tiếp 8 tháng.
- Chi phí bầu cử. Nhiều tiền của đáng lẽ dùng trong bầu cử có thể bị dùng vào việc khác. Hơn nữa, nhu cầu để mở chiến dịch huy động tiền đóng góp dường như làm tổn hại nghiêm trọng về tính trung lập của các đại diện, người chịu ơn các nhà tài trợ chính và tặng thưởng họ, thì chí ít những người đại diện này cũng cho phép những người đóng góp đó tiếp cận các viên chức chính phủ.
- Sự bảo trợ và gia đình trị. Những người được bầu ra thường chỉ định người khác vào những vị trí cao dựa trên sự trung thành lẫn nhau của họ mà không phải năng lực của họ.
- Thiếu minh bạch. những người ủng hộ cho rằng trong dân chủ trực tiếp, nơi người dân bầu trực tiếp những vấn đề liên quan đến họ, sẽ đem lại sự minh bạch về chính trị hơn dân chủ đại nghị.
- Thiếu trách nhiệm giải trình. Một khi được trúng cử, các đại diện tự do hành động tùy ý. Những lời hứa trước các cuộc bầu cử thường bị bỏ qua, và họ thường làm trái với ước muốn của cử tri của họ. Mặc dầu theo lý thuyết thì có thể có một nền dân chủ đại diện mà ở đó các đại diện có thể bị bãi nhiệm bất kỳ lúc nào, nhưng trên thực tế điều này ít xảy ra. Thực tế, nền dân chủ trực tiếp có quy trình bãi nhiệm tức thời.
- Sự hững hờ của cử tri. Ý kiến tranh luận cho rằng nếu cử tri có nhiều ảnh hưởng trong quyết định của mình, thì họ sẽ tham gia tích cực hơn trong việc quyết định đó.[2]
- Xung đột quyền lợi.

### Phản đối dân chủ trực tiếp
- Quy mô. Dân chủ trực tiếp được áp dụng cho một cộng đồng nhỏ. Điển hình là Dân chủ Athen, vào lúc cao trào, có khoảng 30.000 cử tri đủ tiêu chuẩn (các công dân nam trưởng thành tự do). Nhưng đối với phạm vi lớn hơn thì trong lịch sử đã cho thấy nhiều khó khăn hơn [3]. Tuy nhiên, với sự phát triển của khoa học kỹ thuật như Internet, các phần mềm bảo vệ và thân thiện người dùng, các máy tính cá nhân mạnh và giá thành dịch vụ không đắt lắm đã đem lại khả năng áp dụng dân chủ trực tiếp trên phạm vi lớn.
- Tính thực tế và hiệu quả. Việc quyết định các vấn đề quan trọng trong nhân dân bằng cách trưng cầu dân ý trực tiếp thường chậm chạp và tốn kém (đặc biệt ở các cộng đồng lớn), và có thể dẫn đến sự thờ ơ trong công chúng cũng như sự mệt mỏi của cử tri nhất là khi họ phải đối mặt với những câu hỏi cứ lặp đi lặp lại hay những câu hỏi không quan trọng với cử trị. Một số người ủng hộ dân chủ trực tiếp hiện đại thường gợi ý hình thức dân chủ điện tử (e-democracy) (như TV và diễn đàn Internet...) để giải quyết các trở ngại này.
- Chính sách mị dân. Một phản đối chính đối với dân chủ trực tiếp là nhìn chung quần chúng thường quan tâm tới các vấn đề chính trị một cách hời hợt và vì vậy rất dễ dàng bị cuốn vào những lời lẽ thuyết phục hay mị dân.

Một giải pháp khả dĩ là một đề xuất cần sự ủng hộ ít nhất của 50% người dân để thông qua. Những cử tri vắng mặt nên được xem là những phiếu "Không" (phản đối). Điều này có thể ngăn chặn việc thiểu số lên nắm quyền.
- Phức tạp. Một phản đối nữa là các vấn đề chính sách thường phức tạp nên nhiều cử tri không hiểu. Ở dân chủ đại nghị, những người trúng cử thường được cho là có năng lực và kiến thức cao hơn mức trung bình.
- Sự thờ ơ của cử tri.
- Tư lợi.
- Tối ưu một phần.

### Tổng quan
- ATHENS Webjournal for direct democracy Lưu trữ ngày 25 tháng 10 năm 2007 tại Wayback Machine
- British Columbia Citizens Assembly on Electoral Reform Lưu trữ ngày 22 tháng 3 năm 2012 tại Wayback Machine
- Citizen Power Magazine: Direct Democracy for the 21st Century
- C2D ─ Research and Documentation Centre on Direct Democracy Lưu trữ ngày 8 tháng 9 năm 2007 tại Wayback Machine
- Citizens Assembly Blog — J.H. Snider's blog covering citizens assembly developments worldwide Lưu trữ ngày 11 tháng 10 năm 2007 tại Wayback Machine
- Comparisons with diagrams Lưu trữ ngày 27 tháng 9 năm 2007 tại Wayback Machine
- Dân chủ trực tiếp trên DMOZ
- Direct Democracy Meeting Place
- Direct Democracy research, experience and resources Lưu trữ ngày 2 tháng 9 năm 2006 tại Wayback Machine from International IDEA
- Democracy International ─ Network promoting Direct Democracy in Europe
- Initiative and Referendum Institute Europe ─ Europe's first think tank on direct democracy
- International Network for Inclusive Democracy Lưu trữ ngày 18 tháng 1 năm 2009 tại Wayback Machine
- I&R-GB ─ Proposals and campaign resources for direct democracy such as citizens' initiative, referendum, and recall in the United Kingdom.
- Midwest Populist-Collection of Essays on Democracy Lưu trữ ngày 29 tháng 9 năm 2007 tại Wayback Machine
- More Democracy (Mehr Demokratie), Germany Lưu trữ ngày 13 tháng 10 năm 2007 tại Wayback Machine
- Worldwide Direct Democracy Movement

### New Zealand
- Binding Citizens Initiated Referenda Lưu trữ ngày 29 tháng 6 năm 2020 tại Wayback Machine

### Israel
- Kol1 Lưu trữ ngày 12 tháng 3 năm 2009 tại Wayback Machine ─ Movement for Direct Democracy In Israel.

### Hoa Kỳ
- Initiative & Referendum Institute
- The Populist Party of America
- Vote.org: Taking the "mock" out of democracy!